# Naissance en 1131
Naissance
- 1127
- 1128
- 1129
- 1130
- 1131
- 1132
- 1133
- 1134
- 1135

Cette page dresse une liste de personnalités nées au cours de l'année 1131 :
- 14 janvier : Valdemar Ier de Danemark, ou  Valdemar le Grand, roi de Danemark.
- 8 novembre : Myeongjong, 19e roi de la Corée de la dynastie Goryeo.

- Baudouin III de Jérusalem, roi de Jérusalem.
- Beatrix de Rethel, reine consort de Sicile.
- Brigide Haraldsdotter de Norvège, reine de Suède et de Finlande.
- Fujiwara no Shimeko, impératrice consort du Japon.
- Guy de Nevers, comte de Nevers, d'Auxerre et de Tonnerre.
- Ladislas II de Hongrie, roi de Hongrie.
- Nakayama Tadachika, noble de cour et écrivain japonais.

date incertaine (vers 1131)
- Eudoxia de Kiev, princesse de la Rus' de Kiev et duchesse consort de Pologne.
- Lambert le Bègue, prêtre réformateur liégeois, considéré comme l’initiateur du mouvement béguinal dans les Pays-Bas méridionaux.

## Crédit d'auteurs
- Cet article est partiellement ou en totalité issu de l'article intitulé « 1131 » (voir la liste des auteurs).